# Margarete Schuler-Harms

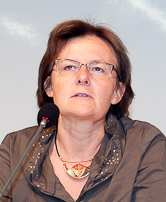
Margarete Schuler-Harms, 2011

Margarete Schuler-Harms (* 1959) ist eine deutsche Rechtswissenschaftlerin, Richterin und Universitätsprofessorin.

## Leben
Sie legte 1982 das erste juristische Staatsexamen in Freiburg im Breisgau und 1985 das zweite juristische Staatsexamen in Baden-Württemberg ab. Von 1983 bis 1986 war sie wissenschaftliche Hilfskraft an der Albert-Ludwigs-Universität Freiburg. Von 1986 bis 1989 war sie Rechtsreferentin der Anstalt für Kabelkommunikation Berlin. Von 1989 bis 1992 war sie wissenschaftliche Assistentin am Hans-Bredow-Institut für Medienforschung und wissenschaftliche Mitarbeiterin am Fachbereich Rechtswissenschaft der Universität Hamburg. Nach der Promotion 1995 war sie von 1995 bis 2003 Rechtsanwältin und Lehrbeauftragte in Hamburg. Professuren vertrat sie von 2003 bis 2006 an der Universität Hamburg, der Johann Wolfgang Goethe-Universität Frankfurt am Main und der Helmut-Schmidt-Universität Hamburg. Nach der Habilitation und Erteilung der Lehrbefugnis für Staats- und Verwaltungsrecht sowie Sozialrecht 2004 wurde sie 2006 auf die Professur für Öffentliches Recht, insbesondere Öffentliches Wirtschafts- und Umweltrecht an der Helmut-Schmidt-Universität (HSU) berufen. Als Dekanin leitet sie von 2015 bis 2016 die Fakultät für Wirtschafts- und Sozialwissenschaften an der HSU. Seit 1. Januar 2022 ist sie dort Vizepräsidentin für Forschung.
Ihre Forschungsschwerpunkte liegen im Medienrecht (Medienverfassungsrecht, Medienregulierungsrecht, Medienaufsicht), im Öffentlichen Familienrecht (vor allem Verfassungsrecht, Sozial- und Steuerrecht und Aufenthaltsrecht der Familie) sowie im Sozialversicherungsrecht und im  Recht der Krankenversicherung.
Seit 2011 ist sie stellvertretende Richterin am Hamburgischen Verfassungsgericht.

## Positionen
2006 äußerte die Juristin, sie halte einen Ersatz des bisherigen Ehegattensplittings durch eine gezielte steuerliche Begünstigung von Ehepaaren mit Kindern für grundgesetzkonform.
2010 argumentierte sie gegen das damals geplante Betreuungsgeld, das 2015 vom Bundesverfassungsgericht für verfassungswidrig erklärt wurde.
Als 2012 im Bundestag ein Entwurf für die Vereinfachung des Bezugs von Elterngeld eingebracht wurde, äußerte sich Margarete Schuler-Harms kritisch, weil das Gesetz schwer verständlich sei. Auch äußerte sie Bedenken wegen der Nichtberücksichtigung der Freibeträge bei der Berechnung des Elterngeldes.
2012 legte sie zusammen mit Joachim Wieland ein Rechtsgutachten zum Rechtsanspruch auf Schutz und Hilfe für von Gewalt betroffene Frauen und deren Kinder vor. Das Gutachten kam zu dem Ergebnis, dass die in Artikel 2 Grundgesetz festgelegte Schutzpflicht des Staates die Regelung der Finanzierung von Frauenhäusern durch den Bund ermögliche.

## Mitgliedschaften (Auswahl)
- Ethik-Komitee des BWK Hamburg
- Wissenschaftlicher Beirat für Familienfragen beim Bundesministerium für Familie, Senioren, Frauen und Jugend
- Hamburg Center for Bio-Governance der Universität Hamburg[8]
- Deutscher Juristinnenbund, dort von 2009 bis 2013 Mitglied im Bundesvorstand und Vorsitzende der Kommission Recht der sozialen Sicherung, Familienlastenausgleich
- Deutscher Hochschulverband
- Deutscher Juristentag
- Vereinigung der Deutschen Staatsrechtslehrer
- Deutscher Sozialrechtsverband
- Norddeutscher Sozialrechtsverbund, 2011 dort Sprecherin
- Vereinigung für Regulierungsrecht
- 2008 bis 2011: Mitglied der Sachverständigenkommission zur Erstellung des Gleichstellungsberichts der Bundesregierung
- 2000 bis 2014: Mitglied der Ethik-Kommission der Ärztekammer Hamburg[9]

Quelle:

## Publikationen (Auswahl)
- Rundfunkaufsicht im Bundesstaat – Die Arbeitsgemeinschaft der Landesmedienanstalten. Baden-Baden/Hamburg 1995
- Familienleistungsausgleich als Herausforderung an das Verfassungsrecht unter Berücksichtigung von Familienautonomie und staatlicher Nachwuchssicherungspolitik. Habilitationsschrift vom Juni 2003. Mohr-Verlag
- mit Christine Fuchsloch: Kindererziehung in der berufsständischen Versorgung – Verfassungsrechtliche Überlegungen am Beispiel der Rechtsanwaltsversorgung. NJW 2004, S. 3065–3072
- mit Miriam Beblo, Martin Werding: Familiengerechtigkeit in der sozialen Pflegeversicherung. In: Sozialer Fortschritt 69 (2020), S. 625–639